# Nationaal Songfestival
Il Nationaal Songfestival (tradotto: Festival Nazionale della Canzone) è stato un festival musicale tenutosi annualmente dal 1956 al 2012 nei Paesi Bassi per selezionare il rappresentante nazionale all'Eurovision Song Contest. La manifestazione è andata in onda dal 1996 al 2012 sull'emittente televisiva TROS; in precedenza, veniva trasmessa dalla NTS (1956-1977) e dal canale NOS (1978-1995).

## Storia

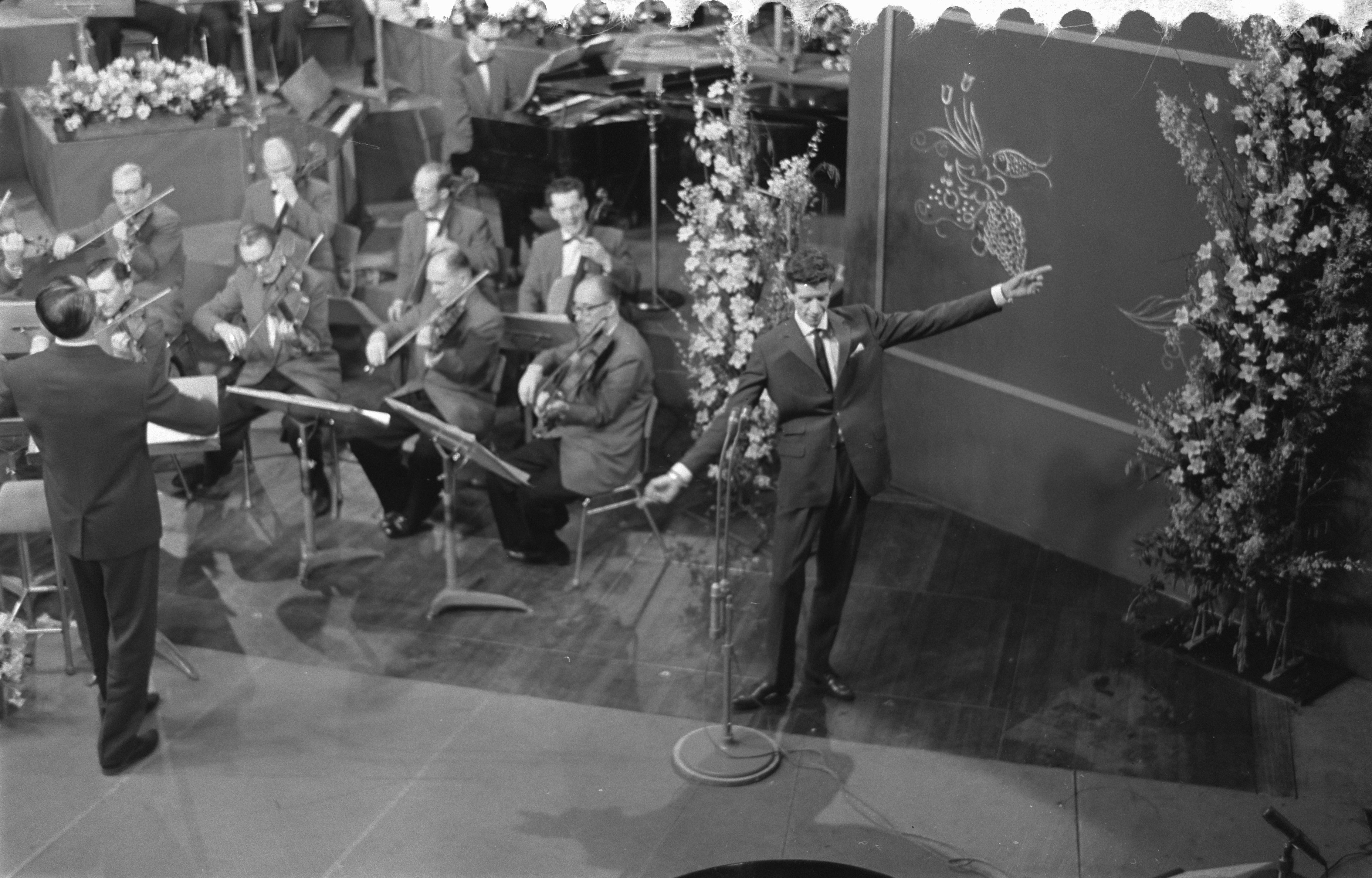
Un'esibizione durante l'edizione del 1960

Il Nationaal Songfestival nacque nel 1956 per selezionare il rappresentante dei Paesi Bassi al primo Eurovision Song Contest, ospitato dalla città svizzera di Lugano. Il concorso fu organizzato dalla Nederlandse Televisie Stichting (NTS) e si tenne a Hilversum il 24 aprile 1956. La prima edizione della manifestazione, condotta da Karin Kraaykamp, fu vinta da Corry Brokken con il brano Vorgoed vorbij. In quell'occasione, però, anche il brano secondo classificato, De vogels van Holland di Jetty Paerl, ottenne il diritto di partecipare all'Eurovision. Ai paesi partecipanti fu infatti richiesto di presentarsi con due brani distinti.

## Edizioni
| Anno | Luogo               | Presentatore(i)                            | Vincitore               | Canzone                      |
| ---- | ------------------- | ------------------------------------------ | ----------------------- | ---------------------------- |
| 1956 | Hilversum           | Karin Kraaykamp                            | Corry Brokken           | Voorgoed voorbij             |
| 1957 | Hilversum           | Karin Kraaykamp                            | Corry Brokken           | Net als toen                 |
| 1958 | Hilversum           | Tanja Koen                                 | Corry Brokken           | Heel de wereld               |
| 1959 | Hilversum           | Karin Kraaykamp                            | Teddy Scholten          | Een beetje                   |
| 1960 | Hilversum           | Hannie Lips, Piet te Nuyl                  | Rudi Carrell            | Wat een geluk                |
| 1962 | Bussum              | Elisabeth Mooy, Hannie Lips                | De Spelbrekers          | Katinka                      |
| 1963 | Utrecht             |                                            | Annie Palmen            | Een speeldoos                |
| 1964 | Utrecht             | Elles Berger                               | Anneke Grönloh          | Jij bent mijn leven          |
| 1965 | Bussum              | Teddy Scholten                             | Conny Vandenbos         | Het is genoeg                |
| 1966 | Utrecht             | Teddy Scholten                             | Milly Scott             | Fernando en Filippo          |
| 1967 | Harmelen            | Leo Nelissen                               | Thérèse Steinmetz       | Ring-dinge                   |
| 1968 | Utrecht             | Elles Berger                               | Ronnie Tober            | Morgen                       |
| 1969 | Scheveningen        | Pim Jacobs                                 | Lenny Kuhr              | De troubadour                |
| 1970 | L'Aia               | Pim Jacobs                                 | Hearts of Soul          | Waterman                     |
| 1971 | Hilversum           | Willy Dobbe                                | Saskia & Serge          | De tijd                      |
| 1972 | Amsterdam           | Barend Barendse                            | Sandra & Andres         | Als het om de liefde gaat    |
| 1973 | Amsterdam           | Simon van Collem, Viola van Emmenes        | Ben Cramer              | De oude muzikant             |
| 1974 | Utrecht             | Willem Duys                                | Mouth & MacNeal         | Ik zie een ster              |
| 1975 | Utrecht             | Willem Duys                                | Teach-In                | Dingedong                    |
| 1976 | L'Aia               | Willem Duys                                | Sandra Reemer           | The Party's Over             |
| 1977 | L'Aia               | Ati Dijckmeester                           | Heddy Lester            | De mallemolen                |
| 1978 | L'Aia               | Willem Duys                                | Harmony                 | 't Is OK                     |
| 1979 | Amsterdam           | Martine Bijl                               | Xandra                  | Colorado                     |
| 1981 | Rotterdam           | Fred Oster, Elles Berger                   | Linda Williams          | Het is een wonder            |
| 1982 | Scheveningen        | Lenny Kuhr                                 | Bill van Dijk           | Jij en ik                    |
| 1983 | L'Aia               | Ivo Niehe                                  | Bernadette              | Sing Me a Song               |
| 1984 | Hilversum           | Eddy Becker                                | Maribelle               | Ik hou van jou               |
| 1986 | Amersfoort          | Pim Jacobs                                 | Frizzle Sizzle          | Alles heeft ritme            |
| 1987 | L'Aia               | Astrid Joosten                             | Marcha                  | Rechtop in de wind           |
| 1988 | L'Aia               | Astrid Joosten                             | Gerard Joling           | Shangri-la                   |
| 1989 | Amsterdam           | Linda de Mol                               | Justine Pelmelay        | Blijf zoals je bent          |
| 1990 | L'Aia               | Paula Patricio                             | Maywood                 | Ik wil alles met je delen    |
| 1992 | Hilversum           | Bas Westerweel                             | Humphrey Campbell       | Wijs me de weg               |
| 1993 | Amsterdam           | Paul de Leeuw                              | Ruth Jacott             | Vrede                        |
| 1994 | L'Aia               | Paul de Leeuw                              | Willeke Alberti         | Waar is de zon?              |
| 1996 | Almere              | Ivo Niehe                                  | Maxine & Franklin Brown | De eerste keer               |
| 1997 | Amsterdam           | Bart Peeters, Joop van Zijl                | Mrs. Einstein           | Niemand heeft nog tijd       |
| 1998 | Amsterdam           | Paul de Leeuw, Linda de Mol                | Edsilia Rombley         | Hemel en aarde               |
| 1999 | Hilversum           | Paul de Leeuw, Linda de Mol                | Marlayne                | One Good Reason              |
| 2000 | Rotterdam           | Paul de Leeuw                              | Linda Wagenmakers       | No Goodbyes                  |
| 2001 | Rotterdam           | Paul de Leeuw                              | Michelle                | Out on My Own                |
| 2003 | Nijkerk e Rotterdam | Harm Edens (semifinali) Loes Luca (finale) | Esther Hart             | One More Night               |
| 2004 | Amsterdam           | Nance Coolen, Humberto Tan                 | Re-union                | Without You                  |
| 2005 | Amsterdam           | Nance Coolen, Hans Schiffers               | Glennis Grace           | My Impossible Dream          |
| 2006 | Amsterdam           | Paul de Leeuw                              | Treble                  | Amambanda                    |
| 2007 | Almere              | Paul de Leeuw                              | Edsilia Rombley         | Nooit meer zonder jou        |
| 2009 | Hilversum           | Jack van Gelder                            | De Toppers              | Shine                        |
| 2010 | Baarn               | Yolanthe Cabau van Kasbergen               | Sieneke                 | Ik ben verliefd (Sha-la-lie) |
| 2011 | Hilversum           | Yolanthe Sneijder-Cabau                    | 3JS                     | Je vecht nooit alleen        |
| 2012 | Hilversum           | Jan Smit, Vivienne van den Assem           | Joan Franka             | You and Me                   |